# Pristipomoides argyrogrammicus
Pristipomoides argyrogrammicus är en fiskart som först beskrevs av Achille Valenciennes 1832.  Pristipomoides argyrogrammicus ingår i släktet Pristipomoides och familjen Lutjanidae. Inga underarter finns listade i Catalogue of Life.